# Repiszcza (rejon mohylewski)
Repiszcza (biał. Рэпішча; ros. Репище) – wieś na Białorusi, w obwodzie mohylewskim, w rejonie mohylewskim, w sielsowiecie Zawadskaja Słabada.